# Tagle
Tagle es una localidad costera del municipio español de Suances (Cantabria). Está situada en la parte oeste del municipio, sita a unos 65 metros de altitud de media, en las faldas de la Sierra del Huervo, cuenta con 540 habitantes empadronados (2022).

La localidad destaca por ser la otra única población costera del municipio de Suances, por ser el lugar de proveniencia de apellidos como 'Velarde' y 'Tagle', y por su conocida playa, llamada de El Sable, o simplemente Playa de Tagle.
Se trata de una cala de pequeño tamaño (unos 200 metros de largo) y de arena fina, posee un pequeño manantial de agua mineral y una piscina natural.
Cerca de la playa, en un promontorio, se encuentran las ruinas de un torreón medieval, Torre de San Telmo, de la que queda poco más que un par de paredes, y que se encuentra en la lista roja de la organización cultural sin ánimo de lucro, más importante del país, Hispania Nostra,
por el fuerte estado de degradación en el que se encuentra, sufriendo 2 derrumbes en los últimos años. 
La torre, y en concreto, los huecos de sus ventanas, son uno de los lugares más conocidos y fotografiados de la región.
Es confundida comúnmente con otra estructura situada en el centro de la localidad, la Torre de los Velarde o Torre de Tagle, incendiada accidentalmente en el siglo XVII.
Fue restaurada a finales del 2022, por el Gobierno de Cantabria, en virtud del riesgo de su desaparición.
La obra, fue ejercida bajo presiones de los partidos, Cantabristas, y Ciudadanos, y expertos arqueólogos independientes. Se descubrió el uso de cemento en la obra, durante una investigación a la consejería por parte de una comisión de arqueología, y tras ser finalizada, en varias declaraciones, se apuntó a un nuevo destrozo patrimonial.
La localidad, celebra las festividades de San Pedro, patrón de la iglesia (29 de junio), y de Nuestra Señora de Guadalupe (México), patrona de la ermita (8 de septiembre), fruto del regreso de los Indianos. 
Como peculiaridad, no se celebra a la virgen en su día, propiamente dicho, pues al festejarse el 12 de diciembre, la localidad se encuentra durante el invierno boreal, haciendo que el clima no permita su gozosa celebración, al contrario que en América, dónde allí, se encuentran en el verano austral.
De esta manera, se decidió trasladar la fecha al festejo de la Virgen de Guadalupe (Extremadura) y no la mexicana, a ello, se le suma una segunda peculiaridad, y es que ésta otra Virgen (la extremeña), siendo su celebración el día 6 de septiembre, el 8 propiamente dicho es el que se la festeja, siendo ambos casos (el traslado del día 6 al 8, y el de invierno) únicos en su concepción.